# Карпентер, Кэмерон
Кэмерон Карпентер (англ. Cameron Carpenter; род. 1981, Пенсильвания) — популярный американский концертный органист и композитор, известный своей виртуозной техникой и оркестровыми переложениями для органа.
Карпентер окончил со степенью магистра Джульярдскую школу в Нью-Йорке. Он является первым в мире органистом, чей сольный альбом был номинирован на премию «Грэмми». В 2008 году для лейбла Telarc Карпентер записал первый CD+DVD альбом «Revolutionary», который открывается «Революционным этюдом» Шопена и включает произведения И. С. Баха, Ж. Демесьё, Дюпре, Листа, Горовица, Грейнджера, Эллингтона и мировую премьеру пьесы самого Карпентера — Love Song No. 1 (2008). В 2014 году в поисках большей творческой свободы и стремлении избавиться от ограничений Карпентер создал свой собственный, единственный в мире, личный концертный орган.

## Кэмерон Карпентер в России
Всего Кэмерон Карпентер дал в России четыре концерта: в Концертном зале им. П.И. Чайковского в Москве (29 ноября 2009 года), в Государственной академической Капелле в Санкт-Петербурге (2 декабря 2009 года) и дважды в Светлановском зале Московского международного Дома музыки (27 ноября 2012 года и 18 октября 2017 года).

## Личная жизнь
В журнале «Адвокат» (англ. The Advocate), Карпентер был представлен как «квир» (термин для обозначения всего отличного от гетеросексуальной модели поведения). В интервью журналу Карпентер уточнил:

Моей первой любовью был парень и у меня было много любовников-мужчин, но я также люблю женщин.
Оригинальный текст (англ.)While my first love was a boy and I've had numerous male lovers. I also love women